# وان چمپیونشیپ
وان چمپیونشیپ (انگلیسی: ONE Championship) شرکت تبلیغات ورزشی سنگاپوری و سازمان هنرهای رزمی ترکیبی، بوکس، کیک‌بوکسینگ و موای تای است، که در سال ۲۰۱۱ توسط چاتری سیتیودتونگ تأسیس شد.
وان چمپیونشیپ هم‌اکنون بزرگترین شرکت تبلیغات ورزش‌های رزمی در آسیا است، که توسط شرکت سرمایه‌گذاری سنگاپور، تماسک و سکویا کپیتال حمایت می‌شود. این شرکت در سال ۲۰۲۰ در فهرست نیلسن از ۱۰ رسانه بزرگ ورزشی جهان بر پایه میزان بیننده قرار گرفت.